# 溝尾武夫
溝尾 武夫（みぞお　たけお、1937年3月11日 - ）は、日本の元スピードスケート選手である。北海道苫小牧市出身、米国在住。
三協精機所属時の1960年スコーバレーオリンピックに出場、500m36位、1500m33位、5000m23位、10000m25位だった。
現役引退後の1971年渡米、ロサンゼルスで飲食店を経営、回転すしチェーン店のオーナーである。
現在はアメリカでの仕事を全て辞め、自由人としてのんびりアジアを中心に旅をしている。
86歳ながらユーチューバーとして旅情報などを流している。